# Чиндок-ёван
Чиндок-ёван (кор. 진덕여왕 (眞德女王)) — королева древнекорейского государства Силла, правившая в 647—654 годах. Настоящее имя — Сынман. Она была 28-м правителем королевства, и вторая женщина на троне после королевы Сондок. Во время своего царствования в Силла, сражалась с Пэкче за благосклонность Танского Китая. Она также известна тем, что написала стихотворение императору Гао-цзуну из династии Тан. Девиз правления — Тхэхва.

## Титул
Титул ёва́н (в другой транскрипции — йован) представляет собой комбинацию слов «женщина» (女, в современном корейском «ёджа») и «ван» (王) — титул корейских правителей. Записывался китайскими иероглифами, имевшими корейское чтение (ханча).

## Правление
Королева Чиндок взошла на трон после королевы Сондок. Настоящее имя — Сынман. Её отцом был Ким Кукпан, самый младший брат короля Чинпхёна, а её матерью была госпожа Вольмён из клана Пак. Во время семилетнего царствования главной заботой королевы Чиндок была внешняя политика. С помощью генерала Ким Юсина она смогла укрепить оборону Силлы и значительно улучшить отношения своего королевства с Танским Китаем. Эти усилия заложили основу для объединения трёх королевств (Силла, Пэкче и Когурё).
Она также расширила систему сбора налогов Пумджу[уточнить].
Её могила находится на холме в городе Кёнджу. Хотя некоторые историки сомневаются, что это действительно гробница королевы Чиндок. По словам Самгук саги, она была похоронена в Сарыанбу, которая находится в противоположном направлении от гробницы.

## Наследие
Когда ван Чонган умирал в 887 году, он назначил свою сестру Чинсон свей наследницей, оправдывая выбор  успешными царствованиями Сондок и Чиндок.

## Семья
- Дед: наследный принц Тоннюн (동륜 태자), сын короля Чинхына, 24-го правителя Силла и королевы Садо из клана Пак (사도 왕후 박씨)
- Бабушка: госпожа Манхо из клана Ким (만호 부인 김씨)
- Дядя: Чинпхён, 26-й правитель Силла
- Кузен: королева Сондок, 27-й правитель Силла
- Кузен: принцесса Чонмён
- Кузен: Муёль[англ.], 29-й правитель Силла
- Отец: Галмунван Кукпан
- Мать: госпожа Вольмён из клана Пак